# SN 1990aj
SN 1990aj – supernowa typu Iac odkryta 18 grudnia 1990 roku w galaktyce NGC 1640. W momencie odkrycia miała maksymalną jasność 18,00m.